# Kennedy (hrabstwo Chautauqua)
Kennedy – jednostka osadnicza w Stanach Zjednoczonych, w stanie Nowy Jork, w hrabstwie Chautauqua.